# Centro internazionale di politiche per la crescita inclusiva
L'International Policy Centre for Inclusive Growth ("IPC-IG", "Centro internazionale di politiche per la crescita inclusiva"), ex International Poverty Centre, è sorto da una partnership tra il Poverty Practice dell'Ufficio di politiche per lo sviluppo, UNDP Programma delle Nazioni Unite per lo sviluppo, ed il governo brasiliano.
Situato a Brasilia, l'IPC-IG facilita la cooperazione e l'apprendimento Sud-Sud con l'obiettivo di ampliare le conoscenze e le capacità dei paesi in via di sviluppo per progettare, implementare e valutare politiche efficaci per il raggiungimento della crescita inclusiva. L'IPC-IG è un hub per il dialogo Sud-Sud in materia di ricerca applicata e formazione in politiche di sviluppo.
Il lavoro dell'IPC-IG mira a fornire ai policy makers dei paesi in via di sviluppo le competenze necessarie per pianificare politiche sociali inclusive ed imparare dalle esperienze di successo delle politiche implementate in altri paesi in via di sviluppo. Rafforzare le capacità di analisi ed implementazione di politiche, attraverso l'apprendimento Sud-Sud, è uno dei servizi forniti dall'IPC-IG per gli attori coinvolti nel settore dello sviluppo e gli uffici nazionali dell'UNDP.
La creazione dell'IPC-IG in Brasile è stata frutto del processo di decentramento di alcune attività, intrapreso dall'UNDP, con lo scopo di fornire servizi di ricerca più vicini ai partner dell'UNDP situati in tutto il mondo. Il Democratic Governance Centre (ad Oslo, in Norvegia) e il Centro sviluppo Drylands (a Nairobi, in Kenya) sono altri due esempi dello sforzo, da parte dell'UNDP, di decentrare le proprie attività chiave e di facilitare lo sviluppo di capacità per l'analisi e l'implementazione di politiche sociali.